# Гершель Дж. (лунный кратер)
Кратер Гершель Дж. (лат. J. Herschel), не путать с кратером Гершель или кратером Гершель К., — древний большой ударный кратер в северном полушарии видимой стороны Луны. Название присвоено в честь английского астронома и физика Джона Гершеля (1792—1871) и утверждено Международным астрономическим союзом в 1935 г. Образование кратера относится к донектарскому периоду.

## Описание кратера
Ближайшими соседями кратера являются кратер Пифагор на западе-северо-западе; кратеры Анаксимандр и Карпентер на северо-западе; кратер Фонтенель на востоке; кратер Хорребоу на юге; кратеры Робинсон и Саут на юго-западе, а также кратер Беббидж на западе-юго-западе. На юге от кратера находится Море Холода. Селенографические координаты центра кратера 62°19′ с. ш. 41°52′ з. д. / 62,31° с. ш. 41,86° з. д., диаметр 154 км, глубина 0,9 км.
За время своего существования кратер значительно разрушен, вал кратера сохранился в виде кольца отдельных хребтов, наиболее сохранилась восточная часть вала. Средняя высота вала кратера над окружающей местностью 1810 м. Дно чаши кратера сравнительно ровное, испещрено множеством мелких кратеров. В меридиональном направлении чашу кратера пересекает несколько невысоких хребтов. В юго-восточной части чаши у подножия вала имеется большая область пирокластических отложений площадью около 666 км², содержащая оливин в вулканическом пепле.

## Сателлитные кратеры

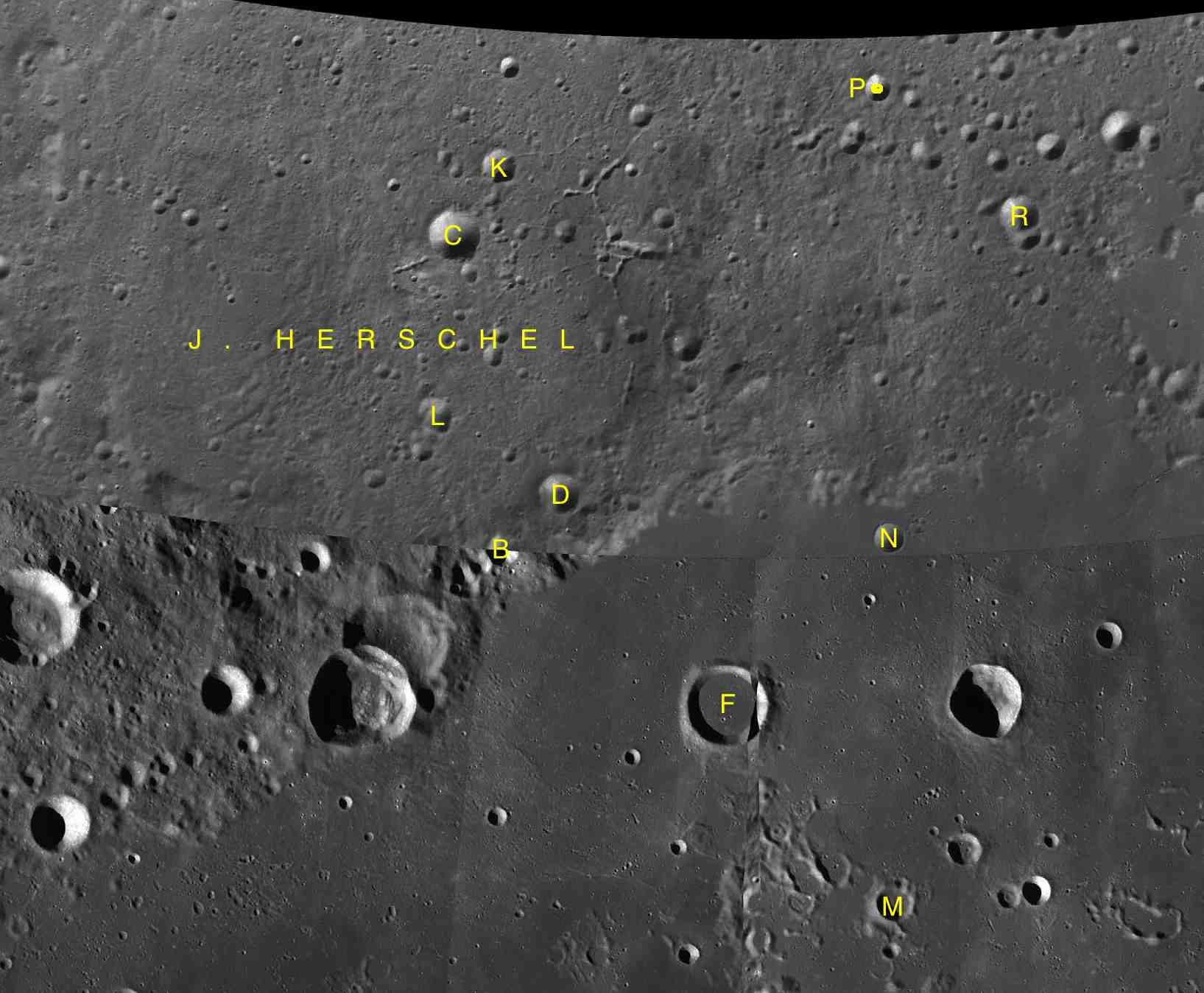
Фрагмент карты LAC-11.

| Гершель Дж. | Координаты                                            | Диаметр, км |
| ----------- | ----------------------------------------------------- | ----------- |
| B           | 60°01′ с. ш. 39°00′ з. д. / 60,01° с. ш. 39° з. д.    | 7,4         |
| C           | 62°23′ с. ш. 40°09′ з. д. / 62,39° с. ш. 40,15° з. д. | 12,0        |
| D           | 60°28′ с. ш. 38°10′ з. д. / 60,47° с. ш. 38,17° з. д. | 9,4         |
| F           | 58°52′ с. ш. 35°30′ з. д. / 58,87° с. ш. 35,5° з. д.  | 18,9        |
| K           | 62°58′ с. ш. 39°28′ з. д. / 62,96° с. ш. 39,47° з. д. | 8,4         |
| L           | 61°01′ с. ш. 40°13′ з. д. / 61,01° с. ш. 40,22° з. д. | 7,5         |
| M           | 57°21′ с. ш. 33°07′ з. д. / 57,35° с. ш. 33,11° з. д. | 8,6         |
| N           | 60°09′ с. ш. 33°02′ з. д. / 60,15° с. ш. 33,04° з. д. | 6,9         |
| P           | 63°37′ с. ш. 33°01′ з. д. / 63,61° с. ш. 33,01° з. д. | 6,1         |
| R           | 62°35′ с. ш. 30°42′ з. д. / 62,59° с. ш. 30,7° з. д.  | 8,7         |